# Famille von Tschammer
La famille von Tschammer est le nom d'une famille noble silésienne .

## Histoire
La famille apparaît pour la première fois dans un document du 8 juillet 1248 avec le chevalier Sambor  La lignée sûre commence avec Georg von Tschammer à Iskositz vers 1400. L'orthographe du nom de famille alterne entre Sambor, Zambor, Czambor, Tschambor et Tschammer.
Le 8 juillet 1725, la lignée cadette des cousins Ernst Balthasar, à Thiergarten et Kampern, et Heinrich Oswald von Tschammer und Osten, à Petersdorf, est élevée au rang de baron de Bohême. L'ancienne lignée est fondée le 9 mars 1920 pour Hans von Tschammer und Osten (1856-1922), lieutenant-colonel royal saxon, inscrit dans le Livre saxon de noblesse sous le no. 552. Les deux lignées, dans la première noblesse comme von Tschammer et Osten et dans la maison baronniale comme von Tschammer et Quaritz et von Tschammer et Osten, existent encore aujourd'hui

## Armes

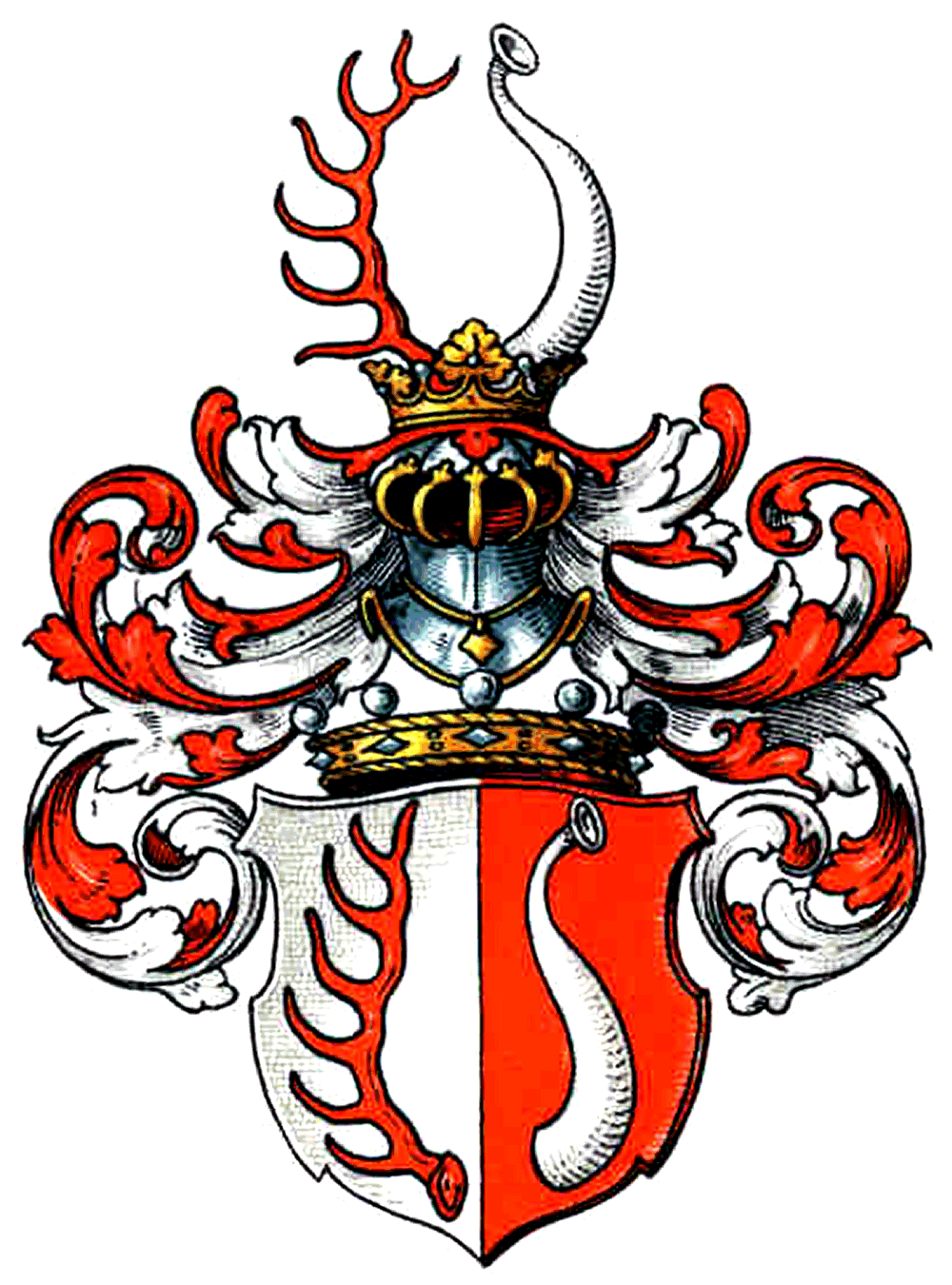
Armoiries des Tschammer (tribu Rogala)

Les armoiries de la famille ( de la communauté héraldique de Rogala) sont divisées, avec un bâton de cerf droit rouge à huit pans en argent à droite et une corne de buffle argentée gauche en rouge à gauche. Sur le casque, le rouge et l'argent recouvrent le mât de cerf et la corne de buffle.

## Personnalités
- Friedrich Wilhelm Alexander von Tschammer und Osten (1737-1809), général de division allemand
- Ernst Adolf Ferdinand Sebastian von Tschammer und Osten (de) (1739-1812), général de division prussien, frère du précédent
- Ernst baron von Tschammer und Osten (mort en 1857), à Dromsdorf, directeur régional de la principauté de Schweidnitz et Jauer, chambellan[5]
- Konrad Freiherr von Tschammer und Osten (né en 1838), Chambellan[6], Véritable conseiller privé, directeur général du paysage, MdHH à vie[7],[8]
- Georg Ernst von Tschammer (de) (1705-1762), administrateur de l'arrondissement de Wohlau (de)
- Georg von Tschammer und Quaritz (de) (1869-1918), homme politique et secrétaire d'État pour l'Alsace-Lorraine
- Eckart von Tschammer und Osten (de) (1885-1946), général de division allemand
- Hans von Tschammer und Osten (1887-1943), leader sportif du Reich et député du Reichstag
- Berndt Tschammer-Osten (de) (1942-2013), économiste et professeur d'université allemand